# معيزيلة (البوكمال)
معيزيلة قرية سورية تتبع ناحية مركز البوكمال في منطقة البوكمال في محافظة دير الزور. بلغ عدد سكانها 2642 نسمة في عام 2004 حسب إحصاء المكتب المركزي للإحصاء.